# 香港太子酒店
22°17′52″N 114°10′25″E / 22.2977°N 114.1737°E
香港太子酒店是香港一家甲級高價酒店，位於九龍尖沙咀廣東道23號，為香港3間馬哥孛羅酒店之一，於1983年開業，提供395間客房。
該酒店原稱奧麗太子酒店，1996年業主九龍倉出售奧麗酒店集團後將其酒店項目改以馬哥孛羅酒店經營，酒店因而改名為馬哥孛羅太子酒店，後來再改為現稱。酒店在2020年進行為期15個月的裝修工程。
2022年4月，會德豐破天荒斥資約100萬元，租用酒店約300個酒店房間作為MONACO MARINE揀樓地點，每間房人數限定為4人，希望能夠有防疫效果，同時讓買家感到舒適。

## 外部連結
- 香港太子酒店 （页面存档备份，存于）

1. ↑  其在牌照事務處的酒店登記仍以The Marco Polo Prince名稱註冊
2. ↑  . 香港經濟日報. 2022-04-19  [2022-04-19].